# Tótkomlós
Tótkomlós (în slovacă Slovenský Komlóš, în română Totcomloș) este un oraș în districtul Orosház, județul Békés, Ungaria, având o populație de 6.261 de locuitori (2011).

## Demografie
Componența etnică a orașului Tótkomlós
     Maghiari (76,27%)
     Slovaci (19,8%)
     Romi (1,89%)
     Necunoscut (0,64%)
     Alții (1,39%)
Componența confesională a orașului Tótkomlós
     Fără religie (29,64%)
     Luterani (20,57%)
     Romano-catolici (15,41%)
     Reformați (4,41%)
     Necunoscută (28,75%)
     Alte religii (1,96%)
Conform recensământului din 2011, orașul Tótkomlós avea 6.261 de locuitori. Din punct de vedere etnic, majoritatea locuitorilor (76,27%) erau maghiari, existând și minorități de slovaci (19,8%) și romi (1,89%). Apartenența etnică nu este cunoscută în cazul a 0,64% din locuitori. Nu există o religie majoritară, locuitorii fiind persoane fără religie (29,64%), luterani (20,57%), romano-catolici (15,41%) și reformați (4,41%). Pentru 28,75% din locuitori nu este cunoscută apartenența confesională.